# Население Эсватини

Динамика численности населения

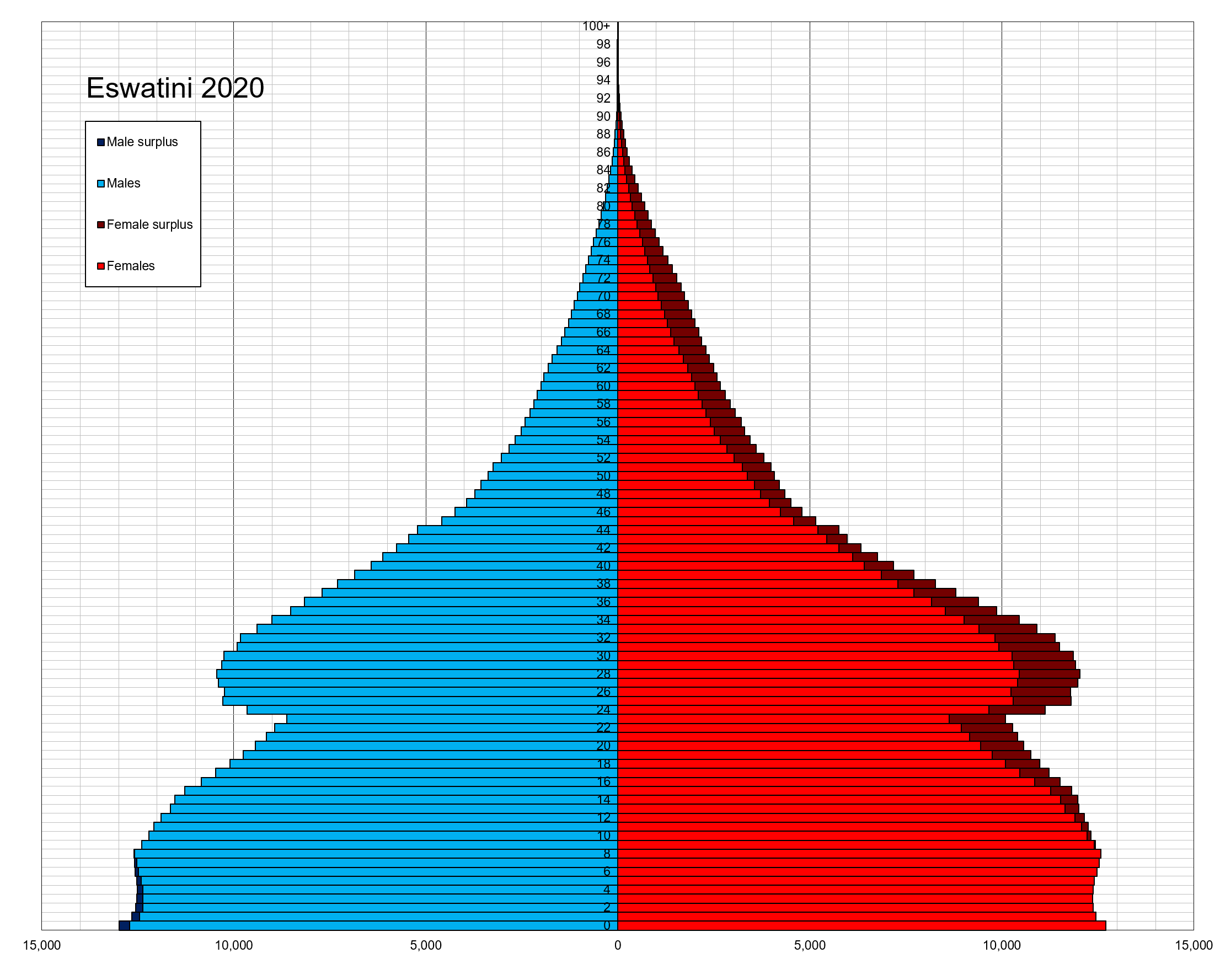
Возрастно-половая пирамида населения Эсватини на 2020 год

## Численность населения
По данным, предоставленным на июль 2009 года, в Эсватини проживает 1 337 186 человек, на июль 2003 года — 1 161 219, на июль 2000 года — 1 083 289.

По среднему прогнозу, население страны к 2100 году составит 2,3 млн человек.

### Языки
Государственных языков в Эсватини два — английский и свази, но документы и официальная переписка ведутся на английском и языке зулу (незначительно отличается от свази).

### Образование
Пока 20 % взрослых остаются неграмотными, зато все дети имеют возможность учиться. В стране 535 начальных школ, 165 средних, 5 колледжей и 1 университет.

### Здравоохранение
В стране около 20 больниц и 25 клиник и пунктов медицинской помощи. Средняя продолжительность жизни — 49 лет. На 2007 год, в Свазиленде 26,1 % населения заражено вирусом иммунодефицита (ВИЧ). В 2009 году в стране была учреждена Организация матерей-одиночек Эсватини для поддержки материнства и детства.

### Этнический состав населения
Большинство населения (более 90 %) составляет коренной народ Эсватини — свази. В стране живет большое количество представителей родственных им зулусов, а также тсонга и некоторое количество выходцев из Мозамбика. Европейцев (главным образом англичан) и азиатов в стране около 3 %.